# Bitdefender Internet Security
Bitdefender Internet Security là một bộ bảo mật Internet phát triển bởi Bitdefender và được thiết kế cho các máy tính chạy hệ điều hành Microsoft Windows. Nó hỗ trợ phát hiện và gỡ bỏ các phần mềm độc hại,chống lại thư rác, tin tặc, tấn công lừa đảo và rò rỉ dữ liệu.

## Các chức năng
Bitdefender Internet Security bao gồm tất cả các thành phần của Bitdefender Antivirus, và bổ sung thêm một số chức năng khác. Chức năng của bộ ứng dụng này là bảo vệ trong thời gian thực, phát hiện và gỡ bỏ virus máy tính, trojan, sâu, phần mềm gián điệp, phần mềm quảng cáo và trình theo dõi bàn phím, phát hiện và gỡ bỏ rootkit.BitDefender Internet Security cũng bao gồm một tường lửa cá nhân, phần quản lý cho phụ huynh, bảo vệ chống thư rác và lừa đảo trực tuyến...Sau đây là tóm tắt một số chức năng chính:
Bảo vệ thông tin cá nhân: mua bán, ngân hàng; nghe và theo dõi một cách bí mật, an toàn
+Chặn các trang web có ý định ăn cắp dữ liệu thẻ tín dụng của người dùng
+Chặn nguy cơ rò rỉ các thông tin cá nhân quan email, web hay tin nhắn.
Bảo vệ thông tin trao đổi của người dùng với kỹ thuật mã hóa hàng đầu
+Tính năng mã hóa tin nhắn giúp bảo vệ thông tin trao đổi qua Yahoo và MSN Messenge
+File Vault hỗ trợ lưu trữ an toàn thông tin cá nhân và dữ liệu quan trọng
Kết nối an toàn với các mạng khác: ở nhà, cơ quan, …
+Tường lửa 2 chiều tự động bảo vệ kết nối Internet dù người sử dụng ở bất cứ đâu
+Chức năng giám sát Wi-Fi giúp chặn truy cập không hợp lệ vào mạng Wi-Fi của người dùng
Bảo vệ người thân và máy tính trong gia đình
+Parental Control chặn truy cập vào các website và email không được phép
+Giới hạn trẻ em truy cập Internet, games, … vào thời gian nhất định
+Dễ dàng quản lý tình trạng an ninh của toàn hệ thống mạng từ một địa điểm tập trung.
Chơi game liền mạch, an toàn
+Giảm tải cho hệ thống và tránh hiện những cửa sổ tương tác với người dùng trong quá trình chơi
+Hỗ trợ hiệu năng cao nhất cho máy của người dùng
+Công nghệ quét virus được tối ưu hóa cho phép bỏ qua các files an toàn nhằm tăng tốc độ quét và giảm tải cho hệ thống
+Kéo dài thời gian sử dụng cho pin của máy xách tay.

## Công nghệ
BitDefender Internet Security 2010 được tích hợp các công nghệ hàng đầu của BitDefender như công nghệ phỏng đoán virus B-HAVE hay các công nghệ khác như lọc thư rác NeuNet...

## Yêu cầu phần cứng
- Windows XP SP2, Vista, Windows 7
- 800 MHz processor
- RAM:512 MB (Windows XP) và 1GB cho Windows 7,Windows Vista
- 450 MB ổ cứng trống
- Internet Explorer 6 trở lên

## Xem Thêm
- BitDefender
- BitDefender Antivirus
- BitDefender ToTal Security